# Life (Dope-album)
 For alternative betydninger, se Life (flertydig). (Se også artikler, som begynder med Life)
Life er det andet album fra industrial metal-bandet Dope der blev udgivet den 6. november 2001 gennem Epic Records.

## Numre
1. "Take Your Best Shot" (E. Dope) – 2:49
2. "Now or Never" (Slade, E. Dope, Virus) – 3:26
3. "Nothing (Why)" (E. Dope) – 3:59
4. "Stop" (E. Dope, Eisen) – 2:50
5. "Thanks for Nothing" (E. Dope) – 2:50
6. "Die MoFo Die" (E. Dope, Eisen) – 3:06
7. "What About..." (Slade, E. Dope) – 3:23
8. "Move It" (Slade, E. Dope) – 2:47
9. "Jenny's Cryin'" (E. Dope) – 3:11
10. "With or Without You" (E. Dope) – 3:36
11. "Crazy" (E. Dope) – 3:05
12. "Slipping Away" (E. Dope) – 3:02
13. "March of Hope" (Slade, E. Dope) – 7:28 (Efterfølges af et skjult nummer ved navn "You're Full of Shit")

På nogen versioner af Life er "You're Full of Shit" det 14. nummer dog står det ikke skrevet på CD-coveret.

## Musikere
- Edsel Dope – Vokal, guitar, bas, programmering, producer,
- Simon Dope – Keyboard, perkussion
- Acey Slade – Guitar, bagvokal
- Virus – Guitar, Bagvokal
- Sloane "Mosey" Jentry – Bas
- Sketchy Shay – Trommer

## Placering på hitlister

### Album
| År   | Album | Hitliste          | Placering |
| ---- | ----- | ----------------- | --------- |
| 2001 | LIFE  | Heatseekers       | No. 6     |
| 2001 | LIFE  | The Billboard 200 | No. 180   |

### Singler
| År   | Single          | Hitliste               | Placering |
| ---- | --------------- | ---------------------- | --------- |
| 2001 | "Now or Never"  | Mainstream Rock Tracks | No. 28    |
| 2002 | "Slipping Away" | Mainstream Rock Tracks | No. 29    |